# Veiligheidsregio Gelderland-Zuid
Veiligheidsregio Gelderland-Zuid (VRGZ) is een samenwerkingsverband van veertien gemeenten in het zuidelijke deel van de provincie Gelderland. Op basis van de Wet gemeenschappelijke regelingen en de wet Veiligheidsregio's werken hulpdiensten samen aan de fysieke veiligheid van de regio. De VRGZ coördineert brandweerzorg, ambulancezorg, geneeskundige hulpverlening bij ongevallen en rampen (GHOR), crisisbeheersing en rampenbestrijding. 

## Regioprofiel
- Inwoners: 560.000 (2024, CBS)
- Landoppervlakte: 1038,8 km²
- De regio kenmerkt zich door drie belangrijke rivieren (Nederrijn, Waal en Maas) Het gebied heeft een mix van stedelijke en landelijke gebieden.
- Heuvelachtig bosgebied tussen Nijmegen en Groesbeek, met onder meer het attractiepark Park Tivoli.
- De goederenspoorlijn 'Betuweroute' loopt voor een belangrijk deel door de regio en is van belang voor het goederenvervoer tussen de Rotterdamse haven en Duitsland.

## Risico's

### Terrein
- BRZO (Besluit Risico's Zware Ongevallen 2015) risicolocaties in de buurt van spoorwegen bij Zaltbommel, Geldermalsen, Tiel, Kesteren en rondom Nijmegen.
- Door de rivieren in de regio lopen laag gelegen gebieden bij hoogwater kans op overstroming. De regio kent een uitgebreid systeem aan rivierdijken en uiterwaarden.
- Ten zuidoosten van Nijmegen is bebost gebied; in tijden van droogte kan dit gevaar voor natuurbrand opleveren.
- (Voormalige) Kerncentrale bij Dodewaard.

### Infrastructuur
- Vervoer van gevaarlijke stoffen over de snelweg A15 van en naar de Europoort / Duitsland
- Vervoer van gevaarlijke stoffen over de snelwegen A50 en A73 bij Nijmegen
- Vervoer van gevaarlijke stoffen over de snelweg A2 van Utrecht naar Eindhoven vice versa
- Vervoer van gevaarlijke stoffen over de Betuweroute van en naar de Europoort / Duitsland. In deze regio voert de Betuweroute dicht langs Geldermalsen en Tiel. Geldermalsen vormt een belangrijk knooppunt van spoorwegen.
- Vervoer van gevaarlijke stoffen per schip over de Waal van en naar de Europoort / Duitsland
- Vervoer van gevaarlijke stoffen per schip over het Amsterdam-Rijnkanaal, dat bij Tiel uitmondt in de Waal
- Energietransport: belangrijk 1400MVA Schakel/transformatorstation bij Dodewaard

### Sociaal-fysiek
- Evenementen: Grote evenementen zoals de de Nijmeegse Vierdaagse brengen risico's met zich mee op het gebied van fysieke veiligheid.
- Publieke locaties: Het Goffer Stadion in Nijmegen kan bij grote drukte risico's opleveren voor openbare orde en veiligheid.

## Instanties
- Brandweer. De regio telt 36 brandweerkazernes. Samen vormen zij (als onderdeel van Veiligheidsregio Gelderland-Zuid) Brandweer Gelderland-Zuid.
- GHOR
- GGD. De GGD Gelderland-Zuid is ontstaan uit een fusie tussen GGD regio Nijmegen en GGD Rivierenland op 1 juli 2013.
- Ambulancezorg: De regionale Ambulancevoorziening (RAV) Gelderland-Zuid verzorgt ambulancevervoer in de regio en maakt deel uit van de VRGZ.
- Gemeenten: 14
  - Beuningen
  - Berg en Dal
  - Buren
  - Culemborg
  - Druten
  - Heumen
  - Maasdriel
  - Neder-Betuwe
  - Nijmegen
  - Tiel
  - West Betuwe
  - West Maas en Waal
  - Wijchen
  - Zaltbommel
- Provincie: de regio valt binnen de grenzen van de provincie Gelderland.
- Politie: de veiligheidsregio valt samen met het politiedistrict Gelderland-Zuid en is onderdeel van de eenheid Oost-Nederland van de Nationale Politie.
- Justitie: de regio valt onder de jurisdictie van de Rechtbank Gelderland en het Gerechtshof Arnhem-Leeuwarden, beide gevestigd in Arnhem.
- Waterschappen: Waterschap Rivierenland beheert het waterbeheer in de regio, inclusief meerdere dijkringen.
- Rijkswaterstaat: de regio valt qua wegenbeheer onder de Regionale Diensten Oost-Nederland, Utrecht en Zuidholland van Rijkswaterstaat.
- ProRail beheert het spoorwegennet, dat in deze regio een belangrijke economische functie heeft.
- Ziekenhuizen met klinische faciliteiten in Nijmegen, Groesbeek en Tiel.
- Defensie: de regio valt onder Regionaal Militair Commando Midden, dat is gevestigd in Arnhem.
- Energiesector: het beheer van het elektriciteitsnet wordt in deze regio verzorgd door Liander. Het net van hoogspanningsleidingen wordt beheerd door TenneT.

## Organisatie van het veiligheidsbeleid in de regio
Het bestuur van de Veiligheidsregio Gelderland-Zuid wordt gevormd door het algemeen bestuur, bestaande uit de burgemeester van de deelnemende gemeenten. Het dagelijks bestuur wordt ondersteund door het directieteam. Dit team adviseert het bestuur over veiligheidsvraagstukken en de coördinatie van hulpdiensten. 